# Primavera di sole
Primavera di sole (The Sun Comes Up) è un film del 1949 diretto da Richard Thorpe.
Questo è l'ultimo film di Jeanette MacDonald, dopo una ventennale carriera da protagonista di pellicole musicali di grande successo. La cantante continuerà ad esibirsi in pubblico attraverso la radio, la televisione e partecipando a numerosi spettacoli teatrali.
Primavera di sole è uno dei film della serie del cane Lassie.

## Curiosità
Nel suo libro No minor chords: my days in Hollywood, André Previn (successivamente vincitore di 4 premi Oscar) scrive che questo è il primo film in cui viene accreditato come compositore delle musiche.